# Ahmed Hesham
Ahmed Hesham (El Cairo, 15 de mayo del 2000) es un jugador de balonmano egipcio que juega de lateral izquierdo en el Montpellier Handball de la LNH. Es internacional con la selección de balonmano de Egipto.

## Clubes
| Club                 | País    | Año       |
| -------------------- | ------- | --------- |
| Heliopolis SC        | Egipto  | -2020     |
| USAM Nîmes           | Francia | 2020-2023 |
| Montpellier Handball | Francia | 2023-     |